# Козланга
Козланга — деревня в Междуреченском районе Вологодской области.
Входит в состав Сухонского сельского поселения (с 1 января 2006 года по 8 апреля 2009 года входила в Враговское сельское поселение), с точки зрения административно-территориального деления — в Враговский сельсовет.
Расстояние до районного центра Шуйского по автодороге — 12 км. Ближайшие населённые пункты — Подкурново, Борщевка, Матвейцево, Середнево.

## История
В 1966 г. указом президиума ВС РСФСР деревня Брюхово переименована в Козланга.

## Население 2 человека
| 2010 |
| ---- |
| 0    |